# Espías de la basura
Espías de la basura es el primer libro del uruguayo Alfonso Lessa, publicado por editorial Monte Sexto en 1987 y reeditado en 2004.

## Reseña
Espías de la basura constituye una investigación de hechos reales, en tiempos de la dictadura de Augusto Pinochet en Chile y un análisis de las implicancias políticas y diplomáticas entre Chile y Uruguay.
Otra publicación del libro se presentó bajo el nombre "Chile. Los espías de la basura". El libro contiene, entre otros, testimonios de protagonistas y documentos de la época.
En 2004 se publicó una segunda edición revisada y ampliada por el autor.

## Ediciones
- 1988, Los espías de la basura. (Edición Monte Sexto).[3]
- 2004, Espías de la basura. (ISBN 9974-95-025-2. Edición Aguilar).